# Župnija Tinje
Župnija Tinje je rimskokatoliška teritorialna župnija dekanije Slovenska Bistrica Bistriško-Konjiškega naddekanata, ki je del nadškofije Maribor.